# Chaussette à neige

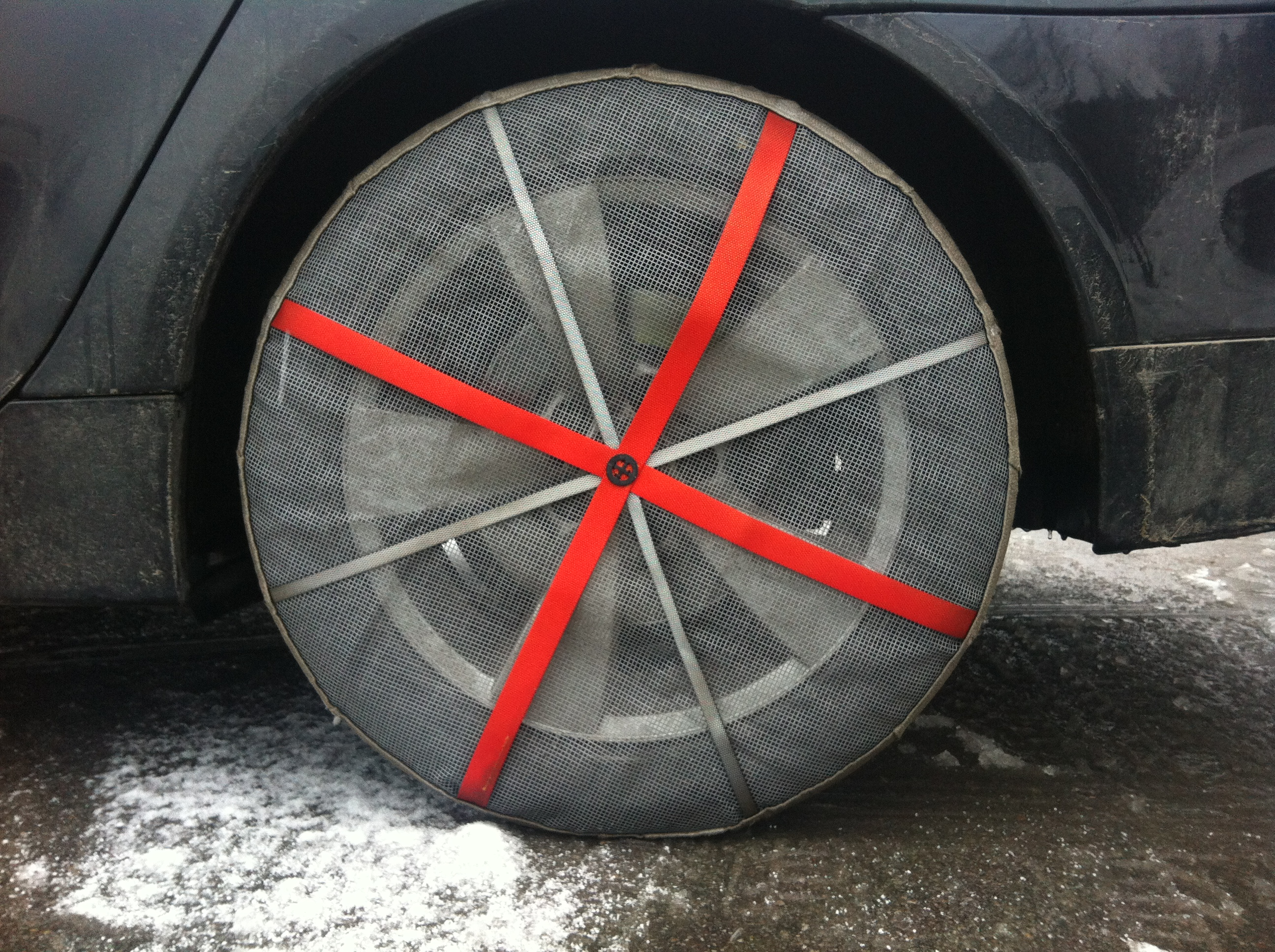
Chaussette à neige

Les chaussettes à neige sont des dispositifs antidérapants amovibles destinés à équiper les pneumatiques automobiles sur des sols enneigés. Elles sont en Europe une alternative aux chaînes à neige. 

## Caractéristiques
Les chaussettes à neige se présentent sous la forme d’une housse qui recouvre le pneu et l’isole de la neige. Leur finesse permet d'équiper des véhicules dits non chaînable,,. Le polyester est le composant principal des chaussettes à neige.

## Réglementation

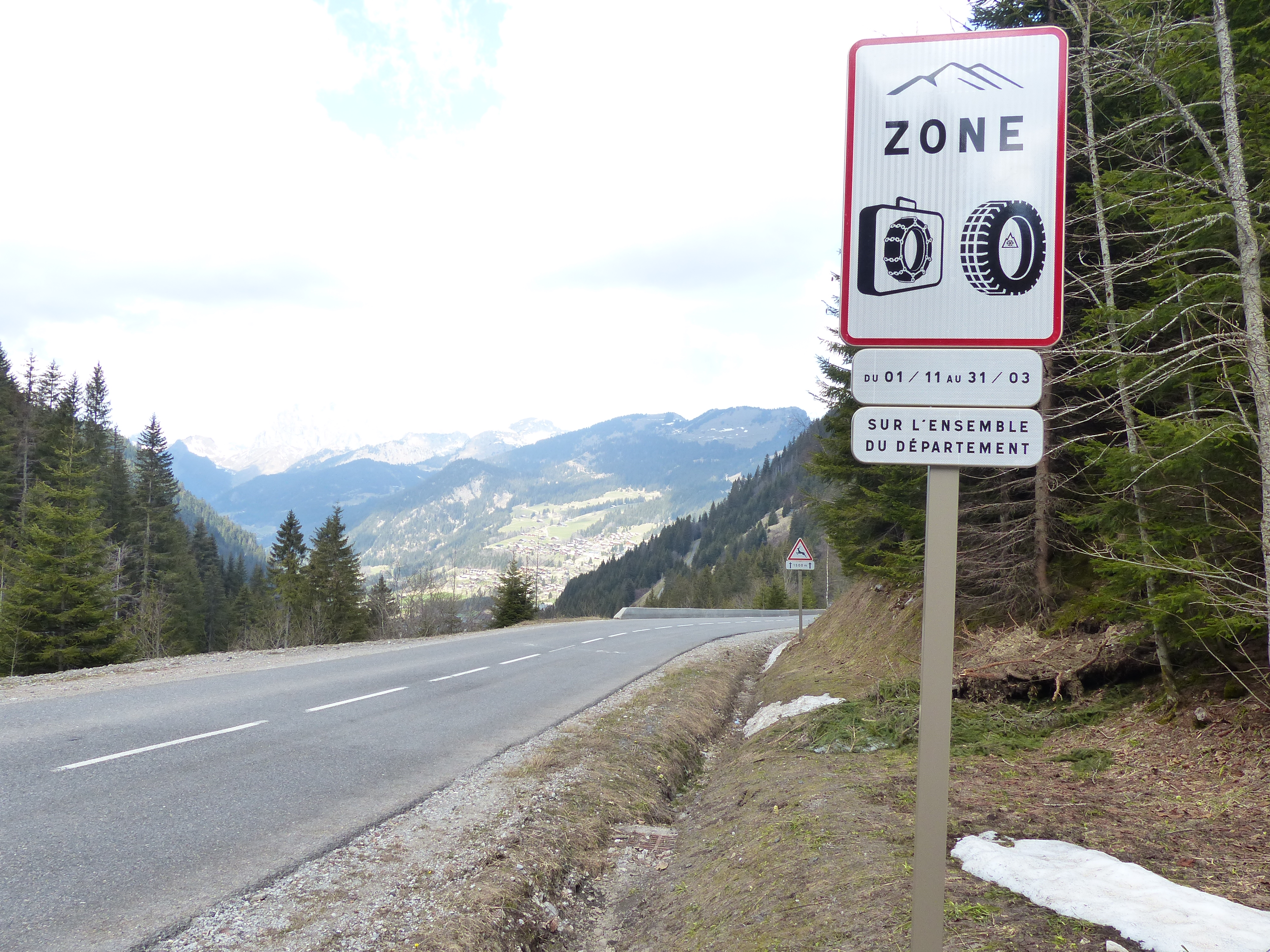
Panneau B58 (zone montagne) au Pas de Morgins, signalant l'obligation d'équipement tel que des chaussettes à neige dans le véhicule.

### France

Panneaux
B26
B44

En France, leur utilisation est obligatoire sur au moins deux roues motrices,, signalée par le panneau B26, et leur fin de prescription par le panneau B44.
Les chaussettes à neige sont des équipements conformes à la loi Montagne en vigueur depuis 2021,,,.

## Montage et sécurité
Comme les chaînes, les chaussettes à neige doivent être installées au bon moment en évitant de rouler de façon prolongée sur le bitume pour empêcher une usure prématurée,,.  Le montage est simplifié par rapport aux chaînes et ne nécessite pas d'outillage spécialisé,,,. Elles sont généralement fournies avec une paire de gants en plastique,.
Équiper les 4 roues du véhicule améliore la tenue de route, mais n'est pas obligatoire,. 
Une fois installées, il convient de ne pas dépasser une vitesse de 40 km/h à 50 km/h (selon les fabricants), pour éviter toute détérioration de l'équipement, du véhicule, ou mise en danger des autres usagers,,.

## Entretien
Le sel de déneigement accélère grandement le vieillissement, il doit être éliminé par rinçage systématique avant séchage. Il permet ainsi aux chaussettes de garder leur souplesse et facilite leur prochain remontage,. 
Les chaussettes à neige ne doivent pas être laissées montées sur les pneus pour de longues pauses d'arrêt, afin d'éviter leur collage aux surfaces et leur destruction au démontage.